# Fumonelix archeri
Fumonelix archeri är en snäckart som först beskrevs av Henry Augustus Pilsbry 1940.  Fumonelix archeri ingår i släktet Fumonelix och familjen Polygyridae. IUCN kategoriserar arten globalt som otillräckligt studerad. Inga underarter finns listade i Catalogue of Life.